# ジフェリケファリン
ジフェリケファリン(Difelikefalin)はκオピオイド受容体作動性ペプチドであり、全てD体アミノ酸から構成されている。
開発コードCR845、MR13A9。

## 作用機序
末梢神経終末に位置するκオピオイド受容体や、特定の免疫細胞上に発現しているκオピオイド受容体を、選択的に作動させることによって鎮痛効果を発揮する。
末梢神経終末のκオピオイド受容体の活性化は、求心性神経活動を担うイオンチャネルを抑制し、痛みシグナル伝達の減弱を引き起こす。
一方で免疫細胞に発現したκオピオイド受容体の活性化は、プロスタグランジンなどの炎症誘発性の神経刺激メディエーターの放出を抑制する。